# قاي هندرسون
قاي هندرسون (بالإنجليزية: Guy Henderson)‏ هو زمّار نيوزلندي، ولد في 21 مايو 1934، وتوفي في 4 يناير 2013.

## وصلات خارجية
- قاي هندرسون على موقع ميوزك برينز (الإنجليزية)